# Maltepespor
Maltepespor is een voetbalclub opgericht in 1923 te Maltepe, een district van Istanbul, Turkije. De clubkleuren zijn rood en groen. De thuisbasis van de voetbalclub is het Maltepe Hasan Polatstadion.
Maltepespor heeft nooit in de Süper Lig gevoetbald. Ook is de club nog nooit ver gekomen in de Turkse Beker.